# Moussy (Nièvre)
Moussy ist eine französische Gemeinde mit 108 Einwohnern (Stand: 1. Januar 2022) im Département Nièvre in der Region Bourgogne-Franche-Comté. Sie gehört zum Arrondissement Cosne-Cours-sur-Loire und zum Kanton La Charité-sur-Loire.

## Nachbargemeinden
Moussy liegt etwa 29 Kilometer nordöstlich von Nevers.
Nachbargemeinden von Moussy sind Montenoison im Norden und Westen, Champallement im Norden und Nordosten, Saint-Révérien im Osten, Crux-la-Ville im Südosten, Saint-Franchy im Süden sowie Oulon im Westen und Südwesten.

## Bevölkerungsentwicklung
| Jahr                       | 1962 | 1968 | 1975 | 1982 | 1990 | 1999 | 2006 | 2011 | 2016 |
| Einwohner                  | 208  | 190  | 153  | 144  | 99   | 106  | 108  | 118  | 107  |
| Quellen: Cassini und INSEE |      |      |      |      |      |      |      |      |      |

## Sehenswürdigkeiten
- Kirche Saint-Rémi aus dem 16. Jahrhundert

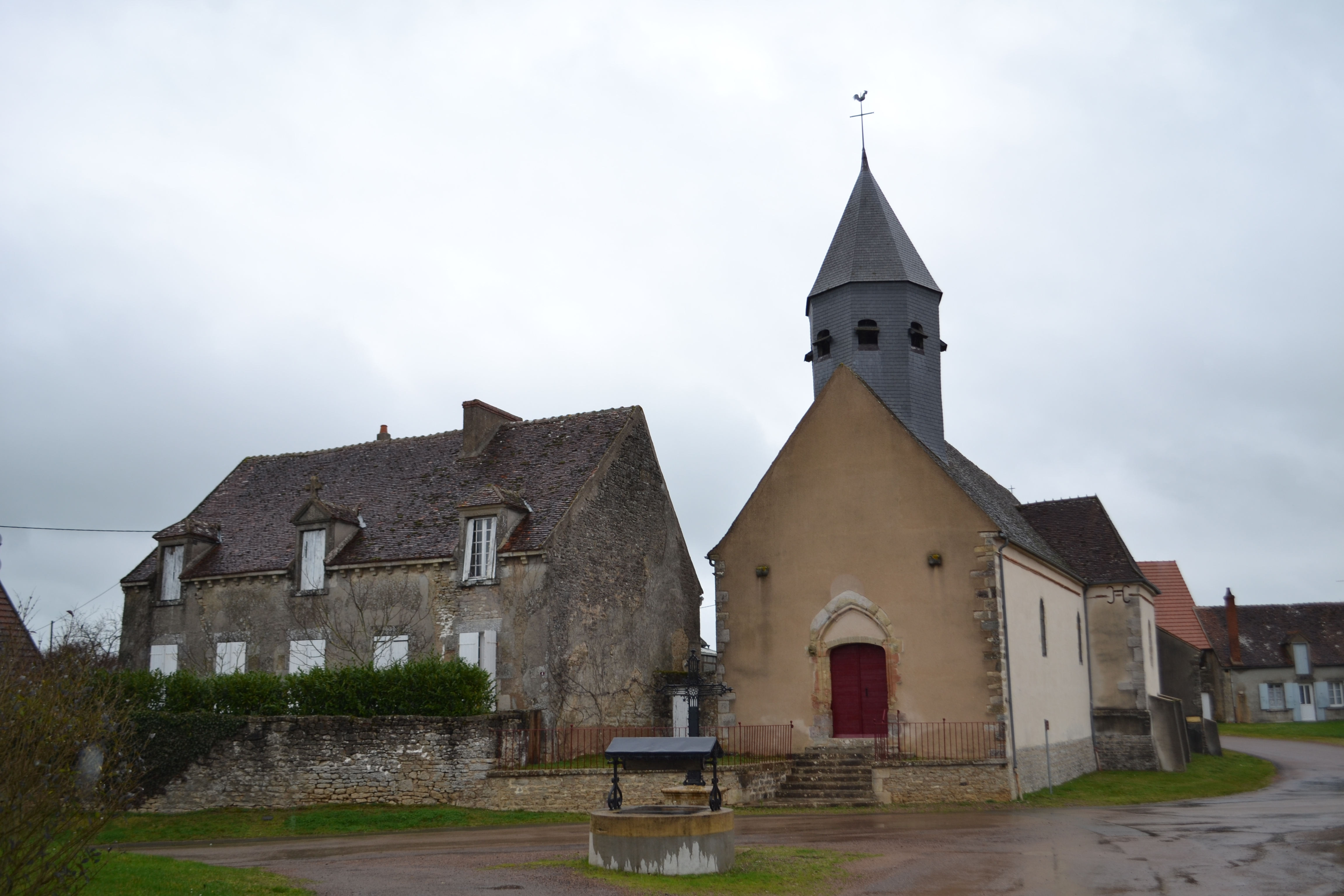
Kirche Saint-Rémi